# 天主教戈阿索教區
天主教戈阿索教區（拉丁語：Dioecesis Goasoënsis）是加納一個羅馬天主教教區，屬庫馬西總教區。
教區成立於1997年10月24日，包括布朗阿哈福地區西南部和阿散蒂地區西北部，2006年有教友58,400人（佔轄區總人口10.1%）、十八個堂區、廿八名司鐸。現任教區主教為伯多祿·夸庫·阿圖阿赫內。